# 5×10 All the BEST! 1999-2009
『5×10 All the BEST! 1999-2009』（ファイブバイテン オール ザ ベスト 1999-2009）は、日本の男性アイドルグループ・嵐の3rdベスト・アルバム。2009年8月19日にジェイ・ストームから発売された。

## 解説
前作から約1年5ヶ月ぶりにリリースのアルバムで、嵐のベスト・アルバムとしては、約5年ぶり3作目。
1999年11月に発売されたデビューシングル「A・RA・SHI」から、2009年5月に発売された「明日の記憶/Crazy Moon〜キミ・ハ・ムテキ〜」までのシングル全26作品のA面表題曲 全31曲をリリース順に収録。
そして、このアルバムのために書き下ろされた新曲「5×10」を含めた合計32曲を収録。
結成10周年を記念した、初のオールタイム・ベストである。
「初回限定盤」と「通常盤」の2種類がリリースされた。
「初回限定盤」は"Disc 3"として、シングル表題曲以外からメンバーがセレクトした全10曲を収録する"ARASHI'S Selection"と、"プレミアムソングブック"を封入したスペシャルパッケージ仕様となった。
「通常盤」には「5×10」終了後に、シークレットトラック「Attack it!」が収録されている。
ジャケット写真は、嵐のメンバー5人がボンネットバスに乗っている。
また、2009年10月28日には、全作品のミュージック・ビデオを収めたDVD『5×10 All the BEST! CLIPS 1999-2009』が発売された。
2017年9月時点でTSUTAYAにおいて累計414万回以上がレンタルされ、同時点でTSUTAYAにおけるベスト盤のレンタル回数では歴代3位である。
なお、このアルバム発売直前の2009年7月1日に発売されたシングル「Everything」は収録されておらず、次のアルバム『僕の見ている風景』に収録されている。

## 規格品番

### 初回限定盤
- Disc 1：JACA-5199
- Disc 2：JACA-5200
- Disc 3：JACA-5201

### 通常盤
- Disc 1：JACA-5202
- Disc 2：JACA-5203

## チャート成績
2009年8月31日付のオリコンデイリーチャートでミリオンセラーを達成。嵐のシングル・アルバム通じて初の達成となった。また、同日付デイリーチャートはオリコン集計では発売3週目であり、3週目までにミリオンセラーを達成したのは、EXILEの『EXILE BALLAD BEST』以来となった。2010年2月22日付週間チャートまで25週連続で20位圏内にランクインした。
2009年8月31日付のオリコン週間アルバムチャートで、2004年発売の『いざッ、Now』から7作連続通算8作目となる首位を獲得。初動売上は、2009年度（オリコン集計に基づく）発売のアルバムの最高初動売上を記録していたMr.Childrenの『SUPERMARKET FANTASY』を上回る75.3万枚で、この時点でシングルとアルバムの双方で嵐が今年度の初動売上首位を獲得した。翌週の9月7日付には約23万枚の売り上げ、自身初の2週連続の首位を獲得。
2009年9月28日付オリコン週間アルバムチャートで『SUPERMARKET FANTASY』の累積売上を上回り、2009年度のオリコン年間アルバムチャート1位を獲得。同じ年にシングル・アルバムチャート両方で年間1位を獲得したのは、2001年に達成した宇多田ヒカル以来8年ぶりとなった。
2019年9月時点での累計売上は198.9万枚（オリコン集計）であり、ジャニーズ歴代アルバム売上ランキングでは2位になっている。同月に1位から陥落させたのは、自身2作目のオールタイムベスト『5×20 All the BEST!! 1999-2019』であった。
CD初週売り上げ枚数：753430枚

## 収録曲

### Disc 1
1. A・RA・SHI [4:27]
  - 1stシングル
2. SUNRISE日本 [4:43]
  - 2ndシングルの1曲目
3. HORIZON [5:07]
  - 2ndシングルの2曲目
4. 台風ジェネレーション -Typhoon Generation- [4:59]
  - 3rdシングル
5. 感謝カンゲキ雨嵐 [4:47]
  - 4thシングル
6. 君のために僕がいる [3:46]
  - 5thシングル
7. 時代 [4:54]
  - 6thシングル
8. a Day in Our Life [4:45]
  - 7thシングル
9. ナイスな心意気 [3:59]
  - 8thシングル
10. PIKA☆NCHI [4:51]
  - 9thシングル
11. とまどいながら [4:14]
  - 10thシングル
12. ハダシの未来 [4:41]
  - 11thシングルの1曲目
13. 言葉より大切なもの [4:03]
  - 11thシングルの2曲目
14. PIKA★★NCHI DOUBLE [5:06]
  - 12thシングル
15. 瞳の中のGalaxy [5:18]
  - 13thシングルの1曲目
16. Hero [4:53]
  - 13thシングルの2曲目

### Disc 2
1. サクラ咲ケ [4:21]
  - 14thシングル
2. WISH [4:26]
  - 15thシングル
3. きっと大丈夫 [4:51]
  - 16thシングル
4. アオゾラペダル [5:18]
  - 17thシングル
5. Love so sweet [4:49]
  - 18thシングル
6. We can make it! [4:10]
  - 19thシングル
7. Happiness [4:17]
  - 20thシングル
8. Step and Go [4:46]
  - 21stシングル
9. One Love [4:45]
  - 22ndシングル
10. truth [4:49]
  - 23rdシングルの1曲目
11. 風の向こうへ [3:40]
  - 23rdシングルの2曲目
12. Beautiful days [4:51]
  - 24thシングル
13. Believe [4:45]
  - 25thシングルの1曲目
14. 明日の記憶 [4:58]
  - 26thシングルの1曲目
15. Crazy Moon〜キミ・ハ・ムテキ〜 [4:02]
  - 26thシングルの2曲目
16. 5×10 [5:28] / [8:18]
作詞：嵐、作曲：youth case、編曲：ha-j
  - 新曲

通常盤のみ曲終了後にシークレットトラックの新曲「Attack it!」（All Rap presented by 櫻井翔、作詞：Shun、作曲：吉岡たく）を収録。
5thベスト・アルバム特別バージョン『5×20 All the BEST!! 1999-2019 (Special Edition)』にも収録され、2曲別々に収録されている。
歌詞に今までのシングル曲の歌詞が散りばめられている｡

### Disc 3「ARASHI'S Selection」
※初回限定盤のみ
1. COOL & SOUL [3:52]
  - 6thアルバム『ARASHIC』収録曲
2. Yes? No? [5:22]
  - 5thアルバム『One』収録曲
3. ONLY LOVE [4:33]
  - 3rdアルバム『How's it going?』収録曲
4. 夏の名前 [4:33]
  - 5thアルバム収録曲
5. Oh Yeah! [4:44]
  - 7thアルバム『Time』収録曲
6. Re(mark)able [4:34]
  - 写真集『ARASHI IS ALIVE!』付属CD収録曲
7. 僕が僕のすべて [4:30]
  - 24thシングルカップリング曲
8. Still... [4:18]
  - 20thシングルカップリング曲
9. Be with you [5:07]
  - 7thアルバム収録曲
10. 素晴らしき世界 [4:14]
  - 5thアルバム収録曲

## 映像作品
5×10
- ARASHI Anniversary Tour 5×10
- ARASHI LIVE TOUR Beautiful World
- ARASHI アラフェス NATIONAL STADIUM 2012
- ARASHI アラフェス'13 NATIONAL STADIUM 2013
- ARASHI BLAST in Hawaii
- 5×20 All the BEST!! 1999-2019（初回限定盤2）
- アラフェス2020 at 国立競技場

Attack it!
- ARASHI Anniversary Tour 5×10
- ARASHI 10-11 TOUR "Scene"〜君と僕の見ている風景〜 STADIUM
- ARASHI 10-11 TOUR "Scene"〜君と僕の見ている風景〜 DOME+
- ARASHI LIVE TOUR Beautiful World
- ARASHI LIVE TOUR 2017-2018 「untitled」